# 米哈伊尔·西蒙诺夫
米哈伊尔·佩特罗维奇·西蒙诺夫（俄语：Михаи́л Петро́вич Си́монов，1929年10月19日—2011年3月4日），俄羅斯飛機設計師，曾任苏联苏霍伊设计局总设计师。

## 生平
父亲是苏联空军战斗机飞行员，1942年11月20日在斯大林格勒空战牺牲。西蒙诺夫中学毕业后报考著名的莫斯科航空学院，但由于寡母重病，最后被迫选择了新切尔卡斯克工学院。
大学即将毕业时，西蒙诺夫申请转学到莫斯科航空学院，但被该所拒绝。后来辗转来到了位于乌拉尔的喀山航空学院，1953年，他联合喀山航空学院的同学创建了大学生滑翔机设计局，设计、建造出世界领先水平的全金属结构滑翔机。西蒙诺夫引起了乌斯季诺夫的注意。1959年，苏共中央决定在其组建的设计局的基础上成立国家滑翔机设计局。  
1970年,接受帕维尔·奥西波维奇·苏霍伊的领导。并进入全苏闻名的苏霍伊设计局工作，他就主持了苏-24战斗轰炸机的研制工作。苏霍伊设计局正收集和整理关于F-15的资料继而确定与之相适应的苏联新一代歼击机，苏霍伊找到了西蒙诺夫。西蒙诺夫的优异表现折服了设计局的领导，为苏霍伊设计局提供了最详尽的报告，1975年9月15日，西蒙诺夫担任苏霍伊设计局总设计师，主持新型前线歼击机的设计、研究、制造工作。   
西蒙诺夫的一生的大部分时间都在为苏霍伊设计局工作，1991年前后，俄罗斯联邦经济举步维艰，由于西方财团要求并购苏霍伊设计局，俄罗斯联邦副总理丘拜斯制定了整体出售方案划，以相当低廉的价格出售苏霍伊设计局。西蒙诺夫紧急打电话给丘拜斯，力陈出售苏霍伊设计局会对苏维埃航空工业体系引起的地震式后果。但是遭到坚决拒绝，丘拜斯坚称叶利钦的命令已经签署。西蒙诺夫又找到国防部长，但最终无法挽救苏霍伊设计局被出售的命运。